# Patrick Gardiner
Patrick Lancaster Gardiner (Londres, 17 de marzo de 1922–24 de junio de 1997) fue filósofo y desarrolló una carrera académica, fue miembro del Magdalen College, Oxford.

## Biografía
Hijo de Clive Gardiner, un pintor paisajista y director del Goldsmiths College, y de Lilian Lancaster, artista, era también nieto de Alfred George Gardiner, editor de The Daily News. Fue educado en la Westminster School siendo el primero en historia en Christ Church (Oxford). Tuvo que servir en el ejército en Italia, Norte de África y Austria durante la Segunda Guerra Mundial, sobreviviendo a la batalla de Anzio tras soportar varios largos días acurrucado en una granja en ruinas sin poder dormir a causa de la intensidad del bombardeo. Tras la guerra regresó a Oxford y obtuvo una segunda licenciatura en política, filosofía y economía.
Fue elegido para Wadham College (1949) y luego para St Antony's College (1952). Su primer libro publicado fue The Nature of Historical Explanation (La naturaleza de la explicación histórica) en 1952. En 1958 se convirtió en miembro del Magdalen College, donde permaneció, convirtiéndose en miembro emérito en 1989.
Se casó con Susan Booth (1934-2006) en 1955 y tuvieron dos hijas.

## Contribuciones
Gardiner publicó obras sobre la filosofía de Arthur Schopenhauer y Søren Kierkegaard. En general, uno de los problemas que siempre ha estado en el centro de la discusión de Gardiner es la relación entre las perspectivas subjetiva y objetiva en áreas del conocimiento.
Según recoge su obituario en The Times, escrito por Richard Wollheim, una de sus principales contribuciones a la filosofía fue haber logrado despertar el interés por el idealismo alemán, principalmente durante el período (en la década de 1960) en el que el tema estaba siendo descuidado en gran medida por los departamentos de filosofía británicos.

## Filosofía de la historia
Su principal área de interés fue la filosofía de la historia, lo que le llevó a publicar su tesis The Nature of Historical Explanation en 1952. Este libro es una de sus aportaciones más importantes, principalmente para la consolidación de los estudios en el área de filosofía analítica de la historia, donde el autor explora críticamente dos visiones divergentes e importantes sobre la historia, el modelo nomológico-deductivo de Carl Hempel y el idealismo de Robin G. Collingwood.
Para Gardiner ni el empirismo-lógico de Hempel ni el idealismo de Collingwood son suficientes para representar un modelo de la explicación de la historia. La propuesta del filósofo es sostener un postura intermedia entre ambos extremos, al argumentar que los historiadores explican causalmente la historia de la misma forma que en el uso del lenguaje cotidiano. Importante es notar que la explicación por el lenguaje cotidiano no es inferior a la explicación científica, ambos son igual de válidos en sus respectivos contextos.  Además de la explicación causal, Gardiner reconoce la comprensión o explicación racional como parte importante de la historia.

## Obras
- The Nature of Historical Explanation (1952).
- Schopenhauer (1963).
- Kierkegaard (1988).
- Theories of History (1959).
- Nineteenth-century philosophy (1969).
- The Philosophy of History (1974).